# Hope (Familienname)
Hope ist ein Familienname, der vor allem im englischsprachigen Raum vorkommt.

## Namensträger
- Adam Hope (1813–1882), kanadischer Politiker
- Adrian Hope (1911–1992), britischer Generalmajor
- Adrian Hope, 4. Marquess of Linlithgow (* 1946), britischer Adliger und Politiker
- Alec Derwent Hope (1907–2000), australischer Dichter und Satiriker
- Alexander Beresford-Hope (1820–1887), britischer Politiker und Schriftsteller
- Anthony Hope (eigentlich Anthony Hope Hawkins; 1863–1933), britischer Rechtsanwalt und Autor
- Barclay Hope (* 1958), kanadischer Schauspieler
- Bertha Hope (* 1936), US-amerikanische Jazzpianistin
- Bob Hope (1903–2003), US-amerikanischer Schauspieler
- Charles Hope, 1. Earl of Hopetoun (1681–1742), schottisch-britischer Adliger und Politiker
- Charles Hope, 3. Marquess of Linlithgow (1912–1987), schottisch-britischer Adliger und Politiker
- Charles Hope (Kunsthistoriker) (* 1945), britischer Kunsthistoriker
- Charles Hope (General) (1768–1828), britischer Politiker und General
- Charles Hope (Seeoffizier) (1798–1854), britischer Konteradmiral
- Charles Hope (Politiker) (1808–1893), schottisch-britischer Politiker, Vizegouverneur der Isle of Man
- Charles Webley Hope (1829–1880), britischer Konteradmiral
- Charlotte Hope (* 1991), britische Schauspielerin
- Chris Hope (* 1980), US-amerikanischer American-Football-Spieler
- Christopher Hope (* 1944), südafrikanischer Schriftsteller und Dichter
- Clifford R. Hope (1893–1970), US-amerikanischer Politiker
- Colin Hope (1932–2015), britischer Manager
- Daniel Hope (Violinist) (* 1973), südafrikanisch-britischer Violinist
- Daniel Hope (Schauspieler) (* 1979), britischer Schauspieler
- David Hope (* 1940), britischer Geistlicher, Erzbischof von York
- David Hope, Baron Hope of Craighead (* 1938), britischer Jurist
- Dennis Hope, US-amerikanischer Unternehmer, siehe Lunar Embassy
- Dolores Hope (1909–2011), US-amerikanische Sängerin
- Elmo Hope (1923–1967), US-amerikanischer Jazzpianist
- Frederick William Hope (1797–1862), britischer Entomologe
- Fredric Hope (Fredric Putnam Hope, auch Frederick Hope; 1900–1937), US-amerikanischer Artdirector und Bühnenbildner
- George Hope (Admiral) (1869–1959), britischer Admiral
- Geoffrey Hope (1944–2021), australischer Geograph
- Hallam Hope (* 1994), barbadischer Fußballspieler
- Henry Hope (Bankier) (um 1735–1811), niederländischer Bankier
- Henry Hope (Isle of Man), Vizegouverneur der Isle of Man
- Henry Hope (Québec) (um 1746–1789), britischer Offizier, Vizegouverneur von Québec
- Henry Hope (Admiral) (1787–1863), britischer Admiral
- Henry James Hope (1912–1965), australischer Politiker
- Henry Thomas Hope (1808–1862), britischer Politiker
- Herbert Hope (1878–1968), britischer Admiral
- Jamie Hope (* 1986), australischer Musiker
- James Hope (Revolutionär) (Jemmy Hope; 1764–1847), irischer Revolutionär
- James Hope, 1. Baron Rankeillour (1870–1949), britischer Politiker
- James Hope-Johnstone, 3. Earl of Hopetoun (1741–1816), schottischer Adliger
- Jasmine Hope, australische Schauspielerin
- Jeannette Hope (* 1942), australische Archäologin und Paläontologin
- John Hope, 2. Earl of Hopetoun (1704–1781), schottischer Adliger
- John Hope (Botaniker) (1725–1786), schottischer Arzt und Botaniker
- John Hope, 4. Earl of Hopetoun (1765–1823), britischer General
- John Hope (1765–1836), britischer General
- John Hope, 1. Marquess of Linlithgow (1860–1908), britischer Politiker, Generalgouverneur von Australien
- John Hope (Pädagoge) (1868–1936), US-amerikanischer Pädagoge
- Jon Rolf Skamo Hope (* 1998), norwegischer Skilangläufer
- Laurence Hope (1865–1904), englische Dichterin, siehe Adela Florence Nicolson
- Laurence Hope (Maler) (1927–2016), australischer Maler
- Lavinia Hope (* 2003), italienische Popsängerin
- Leighton Hope (* 1952), kanadischer Sprinter
- Leslie Hope (* 1965), kanadische Schauspielerin
- Linton Hope (1863–1920), britischer Segler und Schiffbauingenieur
- Lynn Hope (1926–1993), US-amerikanischer Saxophonist
- Maurice Hope (* 1951), britischer Boxer
- Mitchell Hope (* 1994), australischer Schauspieler
- Nathan Hope, US-amerikanischer Kameramann und Fernsehregisseur
- Patrick Hope-Johnstone, 11. Earl of Annandale and Hartfell (* 1941), britischer Adliger und Politiker
- Percy Hope-Johnstone (1909–1983), britischer Peer, Soldat und Autorennfahrer
- Phil Hope (* 1955), britischer Politiker
- Robert Hope-Jones (1859–1914), US-amerikanischer Orgelbauer
- Shai Hope (* 1993), barbadischer Cricketspieler der West Indies
- Stan Hope (* 1933), US-amerikanischer Jazzpianist
- Starley Hope (* 1987), australische Sängerin und Songschreiberin
- Tamara Hope (* 1984), kanadische Schauspielerin
- Ted Hope (* 1962), US-amerikanischer Filmproduzent
- Thomas Hope (Bankier) (1704–1779), niederländischer Bankier, Administrator der Ostindien-Kompanie
- Thomas Hope (Architekt) (1769–1831), schottischer Publizist und Architekt
- Thomas Charles Hope (1766–1844), schottischer Arzt und Chemiker
- Thomas Edward Hope (1923–1987), britischer Sprachwissenschaftler
- Trevor Hope, australischer Tontechniker
- Victor Hope, 2. Marquess of Linlithgow (1887–1952), britischer Politiker, Vizekönig von Indien
- Wayne Hope, australischer Schauspieler, Drehbuchautor, Produzent und Regisseur
- William Hope, 14. Baronet (1819–1898), Offizier der British Army
- William Hope (Schauspieler) (* 1955), kanadischer Schauspieler
- William Hope (Mediziner), Pharmakologe
- William Henry Bateman Hope (1865–1919), britischer Politiker
- William Johnstone Hope (1766–1831), britischer Offizier der Royal Navy und Politiker